# Ryszard Podlas
Ryszard Podlas (ur. 29 lipca 1954 w Białobrzeziu) – polski lekkoatleta, czterystumetrowiec, medalista olimpijski i mistrzostw Europy.
Zawodnik klubów: LZS Dolny Śląsk, Technik Pracze, Śląsk Wrocław.

## Osiągnięcia
Największe sukcesy odniósł w sztafecie 4 × 400 metrów. Na Igrzyskach Olimpijskich w Montrealu w 1976, startując wraz z Janem Wernerem, Zbigniewem Jaremskim i Jerzym Pietrzykiem, zdobył srebrny medal.
Taki sam krążek uzyskał w sztafecie podczas mistrzostw Europy w Pradze w 1978 (biegł z Jerzym Włodarczykiem, Jaremskim i Cezarym Łapińskim). W biegu indywidualnym na 400 metrów odpadł w półfinale.
Był także drugi na 400 m na Halowych Mistrzostwach Europy w 1978. Dwukrotnie startował w finale Pucharu Europy (1977 – 2. miejsce, 1979 – 3. miejsce).
Cztery razy zdobywał mistrzostwo Polski:
- bieg na 400 metrów – 1977, 1978 i 1979
- sztafeta 4 × 400 metrów – 1977

Był rekordzistą Polski na 400 m z wynikiem 45,36 s (w 1977). Jest to jego rekord życiowy.
Ukończył Akademię Wychowania Fizycznego w Poznaniu. Obecnie jest przedsiębiorcą – prowadzi działalność usługowo-handlową.

## Rekordy życiowe
Na stadionie
- bieg na 100 metrów – 10,64 s. (8 czerwca 1977, Ostrawa)
- bieg na 200 metrów – 20,7 s. (7 sierpnia 1982, Sopot)
- bieg na 400 metrów – 45,36 s. (21 sierpnia 1977, Sofia) – 12. wynik w historii polskiej lekkoatletyki[1]
- bieg na 800 metrów – 1:49,21 s. (22 sierpnia 1976, Warszawa)

W hali
- bieg na 400 metrów – 46,55 s. (12 marca 1978, Mediolan)